# キミだけのボクでいるから
『キミだけのボクでいるから』は、2016年11月23日にGACKTが発表した楽曲、および同曲を収録したシングル。通算47枚目のシングルである。

## 解説
- GACKTが2016年にリリースした唯一のシングル。前作『ARROW』から、1年1か月ぶりのリリースとなった。
- アルバムツアー『GACKT WORLD TOUR 2016 LAST VISUALIVE 最期ノ月 -LAST MOON- supported by Nestlé』の国内のファイナルであった、7月3日のさいたまスーパーアリーナ公演のライブにて、本楽曲のシングルカットを発表した。なお、リカットシングルを発売するのは、25枚目の『Love Letter』以来22作品、10年ぶりとなる。

## 収録曲

### CD
1. キミだけのボクでいるから
  - 作詞・作曲：Gackt. C

UHFアニメ・あにめのめ『TRICKSTER -江戸川乱歩「少年探偵団」より-』オープニングテーマ。なお、GACKTの楽曲がTVアニメに使用されるのは、40枚目のシングル「Graffiti」以来7作品、約5年ぶりとなる。
GACKTのアカペラからスタートするバラード。
PVは、GACKTとTRICKSTERがコラボレーションした全編アニメーションとなっており、全編アニメーションのPVは、本楽曲が初となる。
2. キミだけのボクでいるから (ReMIX ver.)
3. キミだけのボクでいるから -Instrumental-

### DVD
1. キミだけのボクでいるから PV

## 楽曲の収録アルバム
- LAST MOON (#1)
- GACKT WORLD TOUR 2016 LAST VISUALIVE 最期ノ月 -LAST MOON- (#1)